# ÜstBestMamò
ÜstBestMamò è una raccolta degli Üstmamò pubblicata nel 2003 dall'etichetta Virgin.

## Tracce
1. Rock'n'Roll Robot (cover da Alberto Camerini)
2. Siamo i Ribelli della Montagna (brano tradizionale riarrangiato dagli Üstmamò)
3. Cosa Conta
4. Sonnolenta
5. Acant
6. Memobox
7. Canto del Vuoto
8. Baby Dull
9. Kemiospiritual
10. Mai più
11. Nell'Aria
12. Secondo Incantesimo
13. Per Gioco
14. Tannomai
15. Üstmamò
16. Filikudi
17. 100 Pecore e 1 Montone

## Formazione
- Mara Redeghieri - voce
- Ezio Bonicelli - chitarra, violino, melodica e sintetizzatori
- Luca Alfonso Rossi - basso, banjo, batteria elettronica, programmazione e cori
- Simone Filippi - chitarra e cori

Turnisti:
- Cristiano Bottai - batteria
- Alessandro Lugli - batteria
- Marco Barberis - batteria